# بژوزووکا ستژلتسکا
بژوزووکا ستژلتسکا (به لهستانی:  Brzozówka Strzelecka) یک روستا در لهستان است که در گمینا چارنا بیاووستوتسکا واقع شده‌است.